# Grolls Schwarze
Grolls Schwarze auch Badacsoner (fälschlich), Gubener Schwarze, Noir de Guben, Hepsisauer Kurzstiel, Effeltricher oder Bernsteinkirsche ist eine zu den Knorpelkirschen gehörende dunkle Sorte der Süßkirschen.

## Herkunft
Der Pomologe Johann Georg Conrad Oberdieck erhielt um 1865 aus Guben von einem Verwandten des Züchters Groll Reiser dieser Sorte. 

## Frucht
Die Frucht ist mittelgroß bis groß, breit rundlich oder herzförmig. Die feste Haut ist bei Beginn der Reife auffallend hell gestrichelt und bei Vollreife tief braunviolett bis schwarzrot. Das feste Fruchtfleisch ist schwarzrot, färbend, sehr aromatisch manchmal mit leichtem Bitterton. Sie hat eine mittlere bis geringe  Platzfestigkeit. Der Stein ist rundlich bis oval, mittelgroß mit stark hervorstehendem Bauchwulst und Häkchen. Der Stil ist kurz bis mittellang, etwa 4 cm, mitteldick bis dick, meist rötlich und steht in einer großen Grube. Sie reift in der 4. bis 5. Kirschwoche.

## Baum
Der Baum wächst mittelstark bis stark mit hochgebauter und sparriger Krone. Er ist selbststeril und braucht einen Befruchtungspartner und blüht früh.